# Anne Rasa
Olwen Anne Elisabeth Rasa (* 28. April 1940 im Rhondda Valley, Wales; † 15. November 2020) war eine britische Ethologin, die sich insbesondere um die Erforschung des Sozialverhaltens der Zwergmangusten verdient gemacht hat.

## Beruflicher Werdegang

### Studium und Ausbildung
Anne Rasa graduierte 1961 als Bachelor of Science (B.Sc. (Hons.)) am Royal College of Science des Imperial College der Universität London. Im Anschluss daran erhielt sie ein Stipendium von der NATO, um die Aggression von Fischen zu erforschen. 1965 graduierte sie als Master of Science (M.Sc.) an der Universität Hawaii.

### Wissenschaftliche Arbeit
Anne Rasa vertiefte ihre Forschungen zum Thema Aggression von Fischen mit Hilfe eines Stipendiums des Max-Planck-Institut für Verhaltensphysiologie. Gegenstand ihrer Forschungen waren die Korallenfische. Sie promovierte 1970 an der Universität London unter ihrem Doktorvater Konrad Lorenz.
Ein Humboldt-Stipendium ermöglichte Anne Rasa von 1970 bis 1974 weiter am Max-Planck-Institut für Verhaltensphysiologie in Seewiesen unter Konrad Lorenz zu arbeiten. In dieser Zeit begann sie ihre Studien über Zwergmangusten. Der Schwerpunkt ihrer Arbeit lag in der Erforschung der sozialen Strukturen, dem Markierungsverhalten und der Aggression innerhalb der Gruppe.
1975 wechselte Anne Rasa als wissenschaftliche Mitarbeiterin an die Universität Marburg, wo sie 1981 zum Thema Verhaltensontogenese von Zwergmangusten habilitierte.
Ein Heisenberg-Stipendium brachte sie von 1981 bis 1986 an die Universität Bayreuth. Im Rahmen ihrer dortigen Forschungsarbeiten verbrachte Anne Rasa mehrere Jahre in der Taru-Wüste in Kenia, um das Verhalten der Zwergmangusten in freier Wildbahn zu studieren und mit ihren Beobachtungen von in Gefangenschaft lebenden Tieren zu vergleichen. Die Ergebnisse ihrer Studien sind in dem Buch Die perfekte Familie erschienen, zu dem Konrad Lorenz das Vorwort geschrieben hat. Darin stellt er das Ergebnis der Studien von Anne Rasa auf eine Stufe mit den Arbeiten von Jane Goodall und Dian Fossey: „Die Wichtigkeit seiner Ergebnisse kann kaum übertrieben werden und verträgt sehr wohl einen Vergleich mit den bahnbrechenden Erkenntnissen, die wir Jane Goodall verdanken. (…) Die gesamte Darstellung ist ein Meisterwerk, in dem Meisterschaft der Beobachtungsfähigkeit, des analytischen Denkens und der schriftstellerischen Darstellung zu einem Ganzen vereinen, das in seiner Art kaum zu übertreffen ist.“ Das Buch mit seinen Ergebnissen wurde 1984 von Bernhard Grzimek in der Fernsehsendung Expedition ins Tierreich vorgestellt und in mehrere Sprachen übersetzt.
1986 wurde Anne Rasa als Professorin an die Universität Pretoria, Südafrika, berufen. Sie lehrte dort bis 1991 Ethologie und begann ihre Studien über Fuchsmangusten in der Kalahari.
1991 folgte Anne Rasa dem Ruf der Universität Bonn, wo sie am Institut für Zoologie ebenfalls Ethologie lehrte. Bis zu ihrer Emeritierung am 30. September 2000 setzte sie ihre Studien über Fuchsmangusten fort. Darüber hinaus gehörte insbesondere der Schwarzkäfer Parastizopus armaticeps zu ihren Studienobjekten.

### Nach der Emeritierung
Ab Dezember 2000 lebte Anne Rasa am südlichen Ende der Kalahari in dem Naturreservat Kalahari Trails, Südafrika, das sie einige Jahre vor ihrer Emeritierung erworben hatte. Dort bot sie neben Übernachtungsmöglichkeiten auch geführte Wanderungen durch die Dünen der Kalahari an, um Interessierten die Flora und Fauna der Wüste nahezubringen.
2007 erschien im südafrikanischen OSHANA-Privatverlag das Buch KALAHARI – Magnificent Desert mit Bildern und Texten von Anne Rasa.
Danach arbeitete Anne Rasa als wissenschaftliche Beraterin der Fernsehserie Kalahari Trails, die über die Kalahari gedreht wird.
Anne Rasa hatte drei Kinder und vier Enkelkinder.